# Minbar
Minbar (arabsko: منبر; včasih latinizirano kot mimber) je prižnica v mošeji, kjer stoji imam (vodja molitev) in izvaja pridige (خطبة, khutbah). Uporablja se tudi v drugih podobnih kontekstih, na primer v husainija, kjer govornik sedi in predava kongregaciji.

## Etimologija
Beseda je izpeljanka iz arabskega korena ن ب ر n-b-r (»vzdigniti, povzdigniti«); arabska množina je manābir (arabsko مَنابِر‎).

## Vloga in oblika
Minbar je simbolično prostor za imama, ki vodi molitve v mošeji in vodi pridige. V zgodnjih letih islama je bil ta sedež rezerviran za preroka Mohameda in pozneje za kalife, ki so mu sledili, od katerih je bil vsak uradno imam celotne muslimanske skupnosti (umma), vendar je sčasoma postal standard za vse Petkove mošeje in so ga uporabljali lokalni imami. Kljub temu je minbar ohranil svoj pomen kot simbol oblasti.
Medtem ko so minbari približno podobni cerkvenim prižnicam, imajo funkcijo in položaj, ki je bolj podoben funkciji cerkvenemu bralnemu pultu, namesto tega jih imam uporablja za široko paleto branj in molitev. Minbar stoji desno od mihraba, niše v skrajni steni mošeje, ki simbolizira kiblo, to je smer molitve (tj. proti Meki). Običajno je oblikovan kot majhen stolp s sedežem ali kiosku podobno strukturo na vrhu in stopniščem, ki vodi do njega. Spodnji del stopnišča je pogosto imel vrata ali portal. V nasprotju s številnimi krščanskimi prižnicami so stopnice do minbara običajno v ravni črti na isti osi kot sedež.
V nekaterih mošejah je nasproti minbara ploščad (v turščini müezzin mahfili), kjer med molitvijo stoji imamov pomočnik, mujezin. Mujezin recitira odgovore na molitve imama, kjer je to primerno.

## Zgodovina
Prvi zabeleženi minbar v islamskem svetu je bil Mohamedov minbar v Medini, ustvarjen leta 629 n. št. (ali med letoma 628 in 631) in je sestavljen preprosto iz dveh stopnic in sedeža, ki spominja na prestol. Po Mohamedovi smrti so ta minbar še naprej uporabljali kot simbol oblasti kalifi, ki so mu sledili. Omajadski kalif Mu'awiya I. (vladal v letih 661–680) je povečal prvotni Mohamedov minbar tako, da je povečal število stopnic s treh na šest in s tem povečal svoj ugled. V obdobju Omajadov so minbar uporabljali kalifi ali njihovi zastopniki guvernerji za pomembne javne objave in petkovo pridigo (khutba). V zadnjih letih Omajadskega kalifata, pred njegovim padcem leta 750, so Omajadi ukazali zgraditi minbare za vse petkove mošeje v Egiptu, kmalu zatem pa se je ta praksa razširila tudi na druga muslimanska ozemlja. V zgodnjem abasidskem obdobju (po letu 750) je postal standard v petkovih mošejah v vseh muslimanskih skupnostih.
Minbari so se tako hitro razvili v simbol politične in verske legitimnosti muslimanskih oblasti. Bili so eden redkih večjih formalnih delov opreme mošeje in je bil tako pomembna arhitekturna značilnost sama po sebi. Še pomembneje pa je, da je bil prizorišče za tedensko petkovo pridigo, ki je predvsem običajno omenjalo ime sedanjega muslimanskega vladarja nad skupnostjo in vključevala druge javne objave verske ali politične narave. Posledično so kasnejši muslimanski vladarji včasih vložili precejšnje stroške v naročanje bogato okrašenih minbarov za glavne mošeje svojih večjih mest.
Najstarejša islamska prižnica na svetu, ki je bila ohranjena do danes, je minbar Velike mošeje v Kairouanu v Tuniziji. Izvira iz okoli leta 860 ali 862 pred našim štetjem, pod vladavino aglabidskega guvernerja Abuja Ibrahima Ahmada in je bil v celoti ali delno uvožen iz Bagdada. Gre za stopnišče z enajstimi stopnicami iz več kot 300 izklesanih kosov tikovega lesa (materiala, uvoženega iz Indije). Zaradi svoje starosti in bogastva okrasja velja za pomemben del zgodovinske islamske umetnosti. Drugi znani primeri srednjeveških minbarov so almoravidski Minbar v Marakešu, ki ga je leta 1137 naročil Ali ibn Yusuf, in Minbar mošeje Al Aksa (splošno znan tudi kot Saladinov minbar) v Jeruzalemu, ki ga je naročil Nur ad-Din v letih 1168-69.
Lesna obdelava je bila glavni medij za gradnjo minbarov na večjem delu Bližnjega vzhoda in severne Afrike vse do osmanskega obdobja. Ti leseni minbari so bili v mnogih primerih zelo zapleteno okrašeni z geometrijskimi vzorci in izrezljanimi arabeskami (rastlinski in cvetlični motivi), pa tudi z arabskimi kaligrafskimi napisi (pogosto opisujejo nastanek minbarja ali prikazujejo verze iz Korana). V nekaterih primerih so predstavljali tudi občutljive intarzije s slonovino ali biserno matico. Številne delavnice so ustvarile minbare, ki so bili sestavljeni iz več sto kosov, in združeni s pomočjo tehnike prepletenosti in lesenih klinov, vendar brez lepila ali kovinskih žebljev. Poleg že omenjenih almoravidskega in Saladinovega minbarja, so drugi zelo dovršeni primeri tega sloga Minbar Ibrahimijeve mošeje v Hebronu (naročen leta 1091), minbar mošeje Karauin (dokončan leta 1144), in Minbar al-Ghamri (zdaj v Khanqah pri sultanu Barsbayu) v Kairu (približno 1451) med drugim.
Tudi v tem zgodnjem obdobju so včasih izdelovali kamnite minbare, kot na primeru minbara mošeje sultana Hasana v Kairu (14. stoletje). V osmanskem obdobju pa sta kamen in marmor postajala vse bolj priljubljena materiala za nove minbare, čeprav pogosto s poenostavljenim okrasjem v primerjavi s prejšnjimi lesenimi različicami. Dovršen primer te zvrsti, ki je še vedno bogata dekoracija, je minbar mošeje Selimije v Odrinu (konec 16. stoletja). Kamniti minbari v različnih slogih so bili priljubljeni tudi na indijski podcelini; zgodnji leseni minbari so bili tukaj običajni, vendar se jih je le malo ohranilo.